# Quarter (đơn vị)
Quarter (lit. "một phần tư") được sử dụng làm tên của một số đơn vị tiếng Anh riêng biệt dựa trên ¼ kích thước của một số đơn vị cơ sở.
"Quarter Luân Đôn" được Magna Carta đề cập là thước đo tiêu chuẩn quốc gia đối với rượu vang, rượu bia và ngũ cốc là ¼ tấn hoặc tun. Nó tiếp tục được sử dụng, ví dụ, để điều chỉnh giá bánh mì. Quarter này là một đơn vị bằng 8 bushel của mỗi 8 gallon, hiểu vào thời điểm đó như một đơn vị đo của cả trọng lượng và khối lượng: các gallon ngũ cốc hoặc nửa peck đã bao gồm cân nặng 76.800 (pound) hạt; gallon bia được tạo thành từ bia làm đầy một thùng chứa tương đương; và gallon rượu vang bao gồm rượu có trọng lượng tương đương với một gallon ngũ cốc đầy đủ.

## Chiều dài
Trong các đơn vị đo chiều dài, quarter (qr.) bằng ¼ của một yard, trước đây là một đơn vị đo quan trọng trong thương mại với vải. 3 qr. là một ell Flemish, 4 quarter là một yard, 5 qr. là một ell (tiếng Anh) và 6 qr. là một aune hoặc ell Pháp. Mỗi quý được tạo thành từ 4 nail. Tương đương số liệu của nó trước đây được tính là khoảng 0,22596 m, nhưng Thỏa thuận Pound và Sân quốc tế đặt nó hính xác bằng 0,2286 vào năm 1959. 

## Cân nặng
Trong các phép đo trọng lượng và khối lượng tại thời điểm Đại Hiến chương, quarter là ¼ tấn hoặc 500 pounds (ban đầu). Vào thời của các bản sao tiếng Pháp của Norman k. 1300  Đạo luật Trọng lượng và Đo lường, điều này đã thay đổi thành 512 lbs. Những bản mô tả "quarter London" như thông thường có nguồn gốc từ 8 "bushel London" của 8 gallon rượu vang bằng 8 pounds bằng 15 ounces bằng 20 pence bằng 32 hạt lúa mì, lấy toàn bộ từ giữa một bông lúa mì; phiên bản Latin được xuất bản bỏ qua quarter và thay vào đó mô tả các gallon ngô.
Quarter (qr.   av hoặc quartier) đến nghĩa ¼ của một tạ: 2 stone hoặc 28 pound trọng lượng (khoảng 12,7 kg).

### Trích dẫn
1. ↑  9 Henry III c. 25 (1225).
2. ↑  51 Hen. III st. 1. (1266)
3. ↑  Rutter (1866), tr. 12.
4. ↑  "Tractatus de Ponderibus et Mensuris", Sizes.com, truy cập ngày 25 tháng 9 năm 2014.
5. ↑  Adams, John Quincy (1821), Report upon Weights and Measures: Prepared in Obedience to a Resolution of the Senate of the Third March, 1817, Washington: Gales & Seaton.
6. ↑  Ruffhead, Owen, biên tập (1763a), The Statutes at Large, quyển  I: From Magna Charta to the End of the Reign of King Henry the Sixth. To which is prefixed, A Table of the Titles of all the Publick and Private Statutes during that Time, London: Mark Basket for the Crown, tr. 148–149. (tiếng Anh) & (tiếng Latinh) & (tiếng Norman)